# ツラナガコビトザメ
ツラナガコビトザメ Squaliolus aliae はヨロイザメ科に属するサメの一種。日本からオーストラリアにかけて生息し、150-2000mの範囲で日周鉛直移動を行う。最大体長22cmで、同属のオオメコビトザメと共に最小のサメの一つ。体は円筒形で黒、眼は小さく、第一背鰭に棘があるが第二背鰭にはない。腹面に発光器を持つ。餌は遊泳性の小魚や無脊椎動物。無胎盤性胎生。IUCNは保全状況を軽度懸念としている。

## 分類
最初の捕獲は1958年9月23日、台湾東港鎮沖で獲れた18cmの雌だった。台湾の魚類学者鄧火土により、自身の妻に因んで種小名aliiが付けられた。その後、この名は正しい語尾aliaeに直された。種の有効性を疑う専門家もおり、1977年にJeffrey Alan Seigel等はS. aliiを Squaliolus laticaudus（オオメコビトザメ）のシノニムとした。1987年、佐々木邦夫と上野輝弥は形態比較により、このサメを再び独立種とした。

## 分布
西部太平洋に散在し、南日本沖合・フィリピン・オーストラリア北部と東部から報告がある。陸地に近い海域の表層から中層、深度150-2,000mに生息。日周鉛直移動を行い、昼間は深部、夜間は浅部に移動する。

## 形態
捕獲された最大個体は22cmで、現生のサメの中で最小のものの一つである。体型は葉巻型で吻端は丸い。眼は比較的小さく、直径は吻長の43-66%（オオメコビトザメは61-82%）。眼窩の上縁が山型だが、オオメコビトザメは直線。鼻孔隔壁はほとんどない。口はほぼ真横で薄い唇を持つ。上唇に2つの乳頭突起があるが、オオメコビトザメにはない。上顎歯列は20-27、下顎は18-23。上顎歯は細長くて直立。下顎歯はより大きくて幅広く、後傾して鋭い咬頭を持ち、全体で一枚の刃となる。5対の鰓裂は小さく同じ形である。
ツラナガコビトザメ属はサメの属として唯一、第一背鰭に棘があり第二背鰭にない。棘は雄では大抵露出するが、雌では皮膚に覆われる。第一背鰭は小さく、胸鰭の後端より起始する。第二背鰭は長くて低く、腹鰭基底前半の上部に位置する。胸鰭は短くて丸く、腹鰭は長くて低い。臀鰭はない。尾柄は細くわずかな尾柄隆起がある。雄は雌より胴体が短く、尾柄が長い。尾鰭は大きな三角形、ほぼ上下対称で上葉後縁には明瞭な欠刻がある。皮歯は平たく、棘や柄などはない。体色は暗褐色から黒、鰭の縁は少し明るい。腹面は発光器で覆われ、生物発光する。

## 生態
生活史はほとんど知られていない。餌は主に中層のイカ・オキアミ・エビ・またはハダカイワシのような小魚。腹面の発光器のカウンターイルミネーションにより、捕食者から自身の影を隠す。他のツノザメのように無胎盤性胎生で出生時は10cm以下。雄は15cm程度で性成熟する。

## 人との関連
まれに漁獲されるが、小さいため経済価値はない。広い分布域を持つため、IUCNは保全状況を軽度懸念としている。
飼育記録は少ないが、2006年5月30日に東海大学海洋科学博物館に運び込まれた複数の個体が同年6月2日まで飼育された記録がある。